# Wiktor Wladimirowitsch Uralski
Wiktor Wladimirowitsch Uralski (russisch Виктор Владимирович Уральский; * 26. Juni 1925 in Moskau; † 16. März 2009 ebenda) war ein sowjetischer bzw. russischer Theater- und Film-Schauspieler.

## Leben und Leistungen
Wiktor Uralski wurde in Moskau als Sohn des Schauspielerehepaares Wladimir Uralski und Polina Grigorjewna Dynowskaja (1894–1970) geboren. Die Mutter leitete außerdem Theaterkurse. Da auch alle Freunde der Familie im selben Metier beschäftigt waren, kam Wiktor bereits früh mit der Kunst in Berührung. Zu seinen späteren Förderern gehörten Tatjana Peltzer und Iwan Moskwins jüngerer Bruder Michail.
Zu Beginn des Deutsch-Sowjetischen Krieges brach er die Schule ab und arbeitete zunächst in einer Uhrenfabrik. Im September 1942 wurde die Familie nach Alma-Ata evakuiert und Wiktor trat dort in die Schauspielschule des Mossowjet-Theaters ein. Außerdem sammelte er als Statist erste Filmerfahrungen. Im Februar 1943 wurde Uralski in die Rote Armee eingezogen, aber bereits im April 1944 aus gesundheitlichen Gründen wieder demobilisiert. Ab Dezember 1944 trat er beim Drama- und Komödientheater des Moskauer Rajon von Kaliningrad unter Arnold Markowitsch Samarin-Wolschski auf. Bis März 1955 folgten Engagements am Dramatheater der Zentralstation der Roten Armee „Frunse“, in der Philharmonie des Oblast Wladimir, am Drama- und Komödientheater des Ministeriums der Flussschifffahrt und dem Dramatheater des Oblast Kaliningrad. Uralski tat sich insbesondere als Komödiendarsteller hervor, unter anderem in Mirandolina von Carlo Goldoni, Maschenka von Alexander Afinogenow, Платон Кречет (Platon Kretschet) von Oleksandr Kornijtschuk, No hay burlas con el amor von Pedro Calderón de la Barca sowie in Ostrowskis Werken Mädchen ohne Mitgift, Der Wald, Mädchen ohne Mitgift, Beluginas Ehe, Späte Liebe, Talente und Verehrer und Der am stärksten frequentierte Ort.
Nach dem Tod seines Vaters am 13. Mai 1955 wechselte Uralski nach Moskau zum Theater der Kinodarsteller und trat dort bis in die 1990er Jahre hinein auf. Zu den von ihm bedienten Stücken zählten z. B. Das Mandat von Nikolai Erdman, Kretschinskis Hochzeit von Alexander Suchowo-Kobylin, Tanja von Alexei Arbusow und Konstantin Simonows Русские люди (Russkije ljudi).
Seit den frühen 1950er Jahren trat Uralski auch regelmäßig im Film auf, bis zu seinem Tod stand er über 200-mal vor der Kamera. Häufig spielte der blonde Mime einfache und aufrichtige Charaktere, war damit aber mit Ausnahme des zweiteiligen Fernsehfilms Жду и надеюсь (Schdu i nadejus, 1980) stets auf Neben- und Statistenrollen beschränkt. Uralski arbeitete unter anderem elf Mal mit Leonid Gaidai zusammen und damit häufiger als dessen andere Stammdarsteller wie Georgi Wizin oder Nina Pawlowna Grebeschkowa. Die Kooperation beider begann 1963 mit Häuptling der Rothäute und währte bis Частный детектив, или Операция „Кооперация“ (Tschastny detektiw, ili Operazija „Kooperazija“, 1990). Darüber hinaus war er in Märchenfilmen von Alexander Ptuschko und Boris Ryzarew, in zwei Folgen der Fernsehsendung Фитиль (Fitil, 1983/88), dem DDR-Film Das Verhör (1977) und diversen internationalen Koproduktionen wie Schwarzer Zwieback (1972), Jarosław Dąbrowski, Ocalić miasto (beide 1976) und Анна Карамазофф (§Anna Karamasoff, 1991) zu sehen. In Stalingrad (1990) und Der innere Kreis (1991) stellte er Michail Kalinin dar.

## Privates
Wiktor Uralski war seit 1959 mit der Geologin Lidija Michailowna Jastrebewa (1937–2012) verheiratet, am 10. Oktober 1960 wurde ihre Tochter Irina geboren. Diese ließ sich am Gerassimow-Institut für Kinematographie (WGIK) zur Kamerafrau ausbilden und war im Laufe der Zeit vor allem an Dokumentarfilmen beteiligt. 1981 stand sie für Vater werden... (1981) auch als Darstellerin vor der Kamera und führte 2010 bei der Dokumentation Династия. Кино длиною в век (Dinastija. Kino dlinoju w wek) über das schauspielerische Schaffen der Familie Uralski Regie. Ihr Sohn absolvierte ebenfalls die Fakultät für Kameraleute beim WGIK.
Uralski galt als humorvoller und zu Streichen aufgelegter Mensch, der gegen Ende seines Lebens jedoch schwer unter seiner Parkinsonerkrankung litt. Er starb 73-jährig in Moskau, seine Urne wurde in das Grab seiner Eltern auf dem Donskoi-Friedhof, Abschnitt 1, gegeben.

## Filmografie (Auswahl)
- 1958: Die Hauptmannstochter (Kapitanskaja dotschka)
- 1959: Das gestohlene Glück (Sampo)
- 1962: Die Bewährung (Kollegi)
- 1962: Armageddon
- 1963: Häuptling der Rothäute (Delowyje ljudi)
- 1964: Vater eines Soldaten (Otez soldata)
- 1965: Operation „Y“ und andere Abenteuer Schuriks (Operazija „Y“ i drugije prikljutschenija Schurika)
- 1966: Die Verschwörung in der Botschaft (Sagowor poslow)
- 1966: Die Rechnung geht nicht auf (Tschelowek bes pasporta)
- 1967: Das Märchen vom Zaren Saltan (Skaska o zare Saltane)
- 1968: Der Brillantenarm (Brilliantowaja ruka)
- 1969: Man wird nicht als Soldat geboren (Wosmesdije)
- 1970: Auf Zirkusbären schießt man nicht (Korol manescha)
- 1971: Die 12 Stühle (Dwenadzat stuljew)
- 1972: Schwarzer Zwieback (Tschjornyje suchari)
- 1973: Iwan Wassiljewitsch wechselt den Beruf (Iwan Wassiljewitsch menjajet professiju)
- 1973: Der furchtlose Ataman (Besstraschny ataman)
- 1974: Romanze für Verliebte (Romans o wljubljonnych)
- 1974: Der Abflug verzögert sich (Wylet saderschiwajetsja) (Fernsehfilm)
- 1975: Der Himmel ist mit mir (Nebo so mnoi)
- 1975: Unvergängliche Leidenschaft (Ljubow semnaja)
- 1975: Iwan und Marja (Iwan da Marja)
- 1975: Das kann doch nicht wahr sein! (Ne moschet byt)
- 1976: … alles schnuppe (Tryn-trawa)
- 1977: Das Verhör (Fernsehfilm)
- 1978: Inkognito aus Petersburg (Inkognito is Peterburga)
- 1980: Eine fröhliche Fuhre (Sa spitschkami)
- 1980: Moskau glaubt den Tränen nicht (Moskwa slesam ne werit)
- 1981: Der Quell (Rodnik)
- 1982: Glückstreffer (Sportloto-82)
- 1985: Lebensgefährlich (Opasno dlja schisni!)
- 1985: Das verklungene Lied (O tebe) (Fernsehfilm)
- 1987: Auf der goldenen Treppe saßen... (Na slatom krylze sibeli)
- 1988: Der Freund (Drug)
- 1990: Stalingrad
- 1991: Der innere Kreis (The Inner Circle)